# Năut

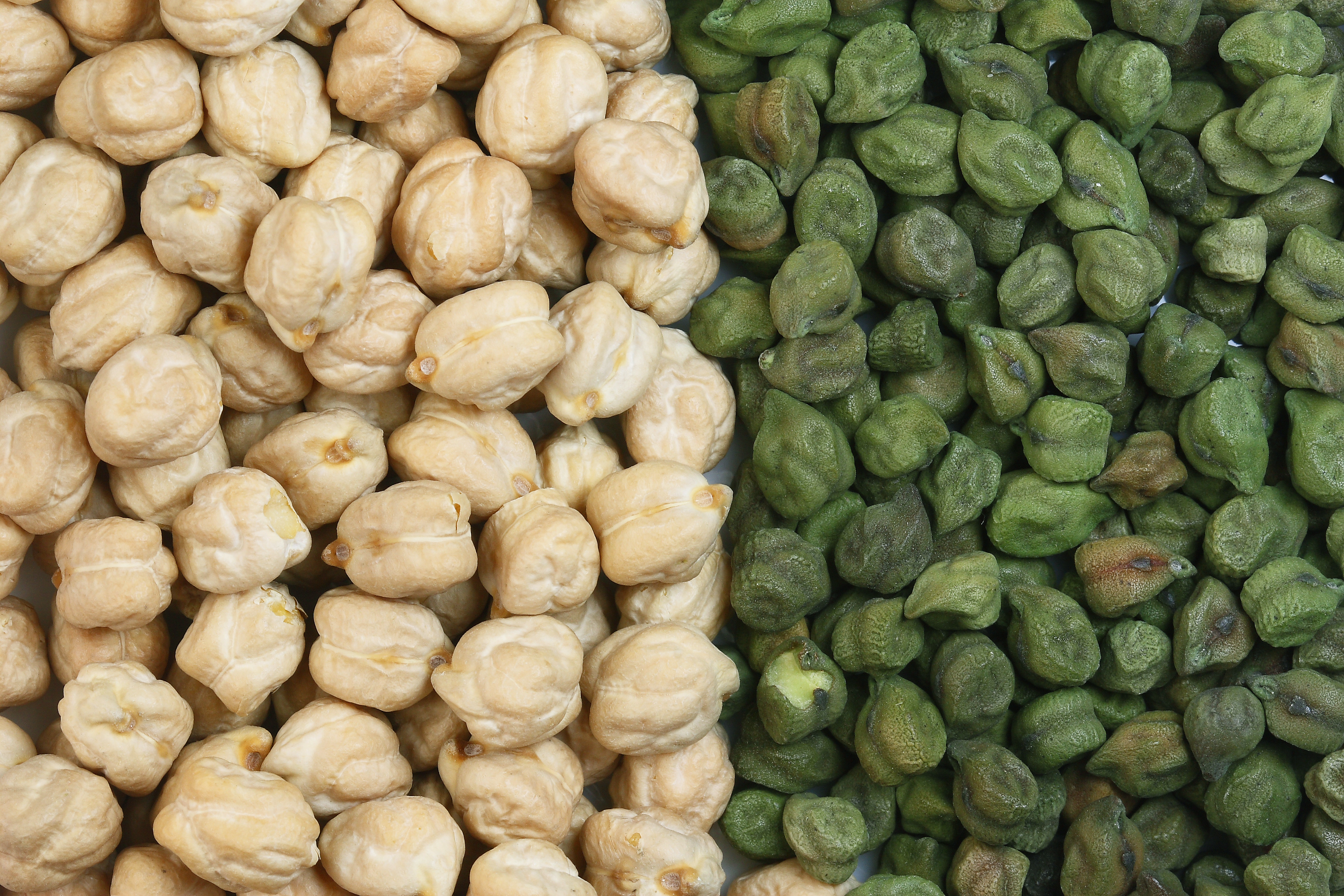
Năut alb și verde

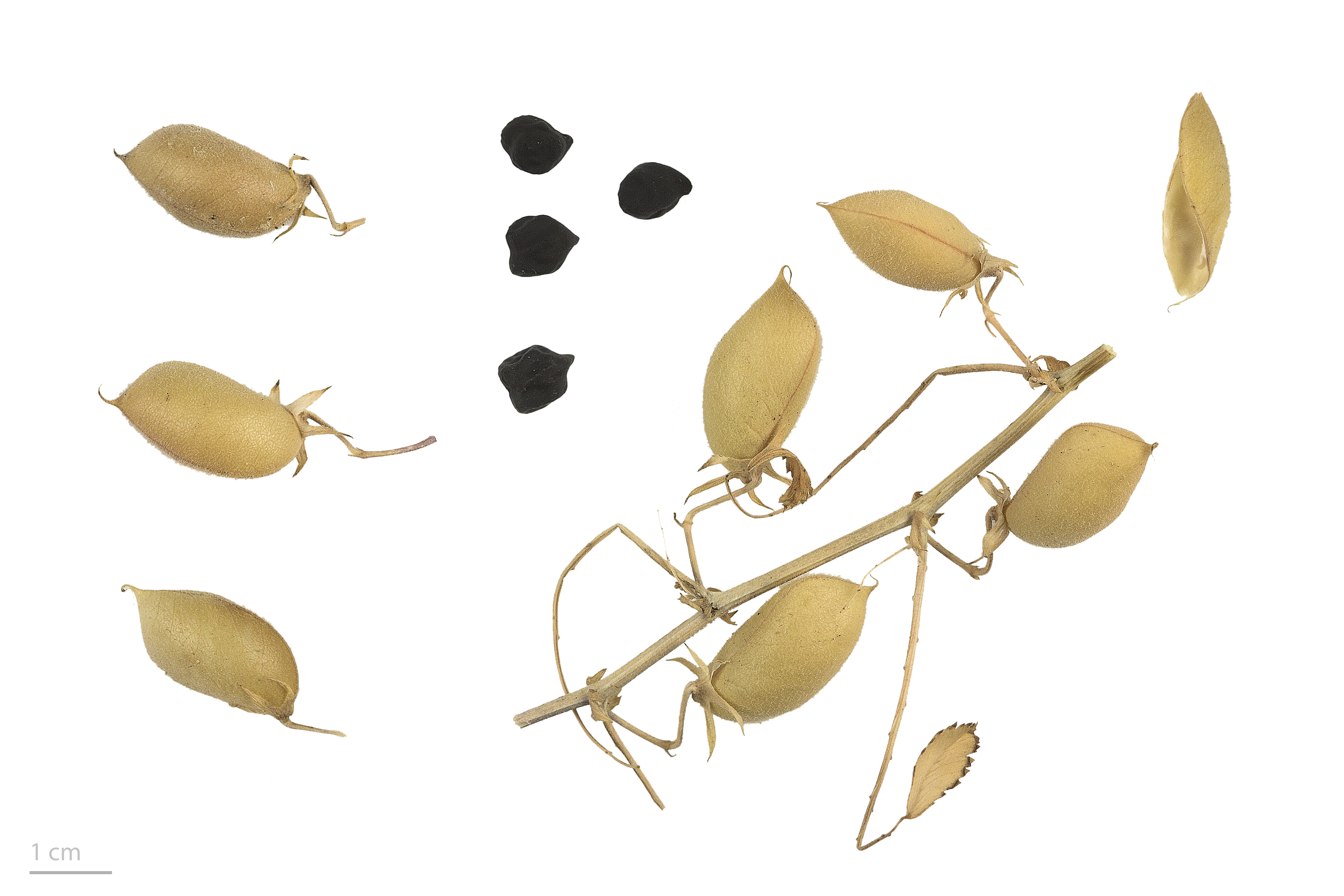
Cicer arietinum noir - MHNT

Năutul (Cicer arietinum), cunoscut și sub denumirea de mazărea berbecilor, este o plantă leguminoasă anuală, originară din Asia Mică.  Diverse tipuri de năut sunt cunoscute ca sau gram Bengal , mazăre egipteană sau fasole garbanzo. Semințele de năut sunt bogate în proteine. Este una dintre cele mai timpurii leguminoase cultivate, cele mai vechi dovezi arheologice fiind găsite în Siria.   

## Etimologie
Numele de năut își găsește etimologia în cuvântul turc nohut de unde mai apoi a intrat în limba română, inițial în varianta, azi arhaică, năhut. În limba bulgară a intrat sub forma нахут nahut.

## Botanică

### Descriere

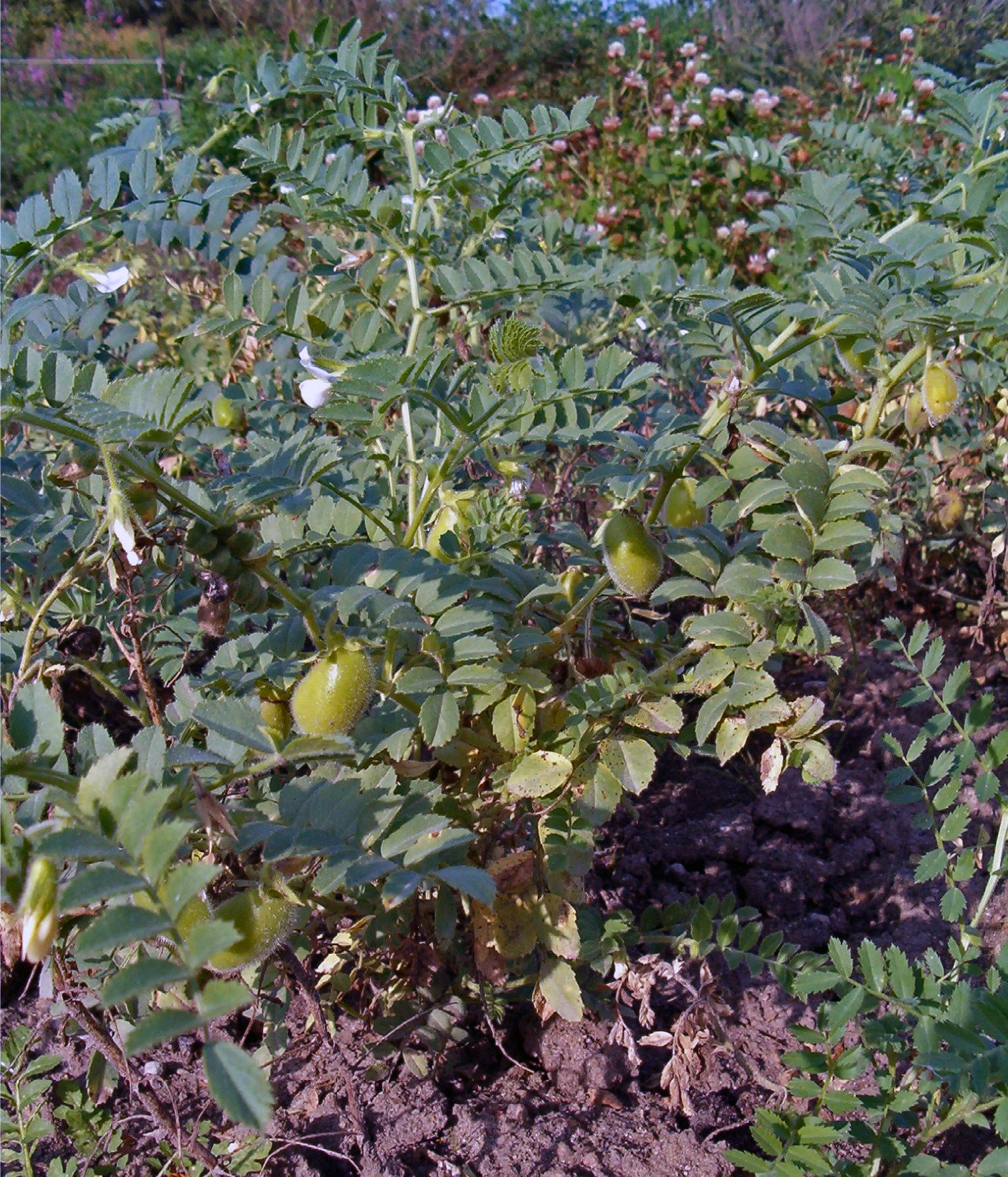
Plantă de năut cu fructe si flori

Aspectul exterior al acestei plante diferă de cel al mazării prin forma frunzelor și a păstăii, care de cele mai multe ori închide două sau trei boabe, foarte rar o singură boabă. Boabele năutului sunt asemănătoare cu cele de mazăre, singura deosebire fiind excrescența caracteristică a embrionului în formă de cioc, ce se aseamănă cu capul unui berbec; sunt colorate în roz deschis, galben și mai rar cafeniu.

### Caractere morfologice și însușiri fiziologice
Planta de năut este în întregime acoperită de perișori care secretă acid oxalic și acid malic.
- Tulpina este erectă, (rareori aplecată sau culcată) și ramificată. Tufa este răsfirată și are înălțimea cuprinsă între 30 – 70 cm.
- Frunza este imparipenată, cu 10 - 16 foliole mici.
- Florile sunt mici, de culoare albă, galbenă, roz, albastră.
- Păstaia este scurtă și umflată, de formă ovală sau rombică, de culoare galbenă-deschis, sau uneori violetă-deschis, având 1-3 semințe.
- Semințele. Forma semințelor este neregulat-sferică pânâ la colțuroasă. Pot fi semințe: globuloase, (ca de mazăre) cu un rostru (cioc); rotunjite, în formă de cap de bufniță; colțuroase, în formă de cap de berbec. Suprafața semințelor poate fi netedă sau neregulată, zbârcită sau cu asperități. Culoarea semințelor este albă, galbenă, roz, roșcată, brună sau neagră. Mărimea semințelor este cuprinsă între 6 – 12 mm. MMB variază între 60 - 500 g. Cotiledoanele sunt de culoare galbenă. Hilul este oval.
- Perioada de vegetație poate fi de 75 până la 130 zile.

### Genetică
Secvențierea genomului năutului a fost finalizată pentru 90 de genotipuri de năut, inclusiv mai multe specii sălbatice în 2013.  O colaborare a 20 de organizații de cercetare, condusă de Institutul Internațional de Cercetare a Culturilor pentru Tropicele Semi-Aride (ICRISAT), a secvențiat CDC Frontier, care este o varietate de năut kabuli și a identificat peste 28.000 de gene și câteva milioane de markeri genetici. 

### Specii și varietăți
Năutul face parte din genul Cicer  L. care cuprinde mai multe specii. Specia cultivată este Cicer arietinum L. care se împarte în patru subspecii (după G. Popova - 1937):
- Subsp. mediteraneum, (talie: mijlocie; culoare semințe: albă-gălbuie; MMB=300-500g),
- Subsp.euroasiaticum, (talie: înaltă; culoare semințe: albicioasă; MMB=200-300g),
- Subsp.asiaticum, (talie: mijlocie; culoare flori: albă, sau mai rar roză; culoare semințe: albicioasă, roză sau cafenie; MMB=150-200g),
- Subsp.orientale, (plante cu frunze mici, semințe mici, culoare semințe: cafenie sau neagră; MMB=100-150g).

După forma și culoarea semințelor se deosebesc următoarele varietăți de năut, (după G. Popova și A. Pav.) :
- var. bohemico-nigritum, cu semințe negre, colțuroase - "cap de berbec",
- var. transcaucaziano-carneum, cu semințe roz-gălbui, rotunjite - "cap de bufniță,
- var. transcaucaziano-lutescens, cu semințe galbene, rotunjite,
- var. afganico-roseum, cu semințe roz, colțuroase,
- var. turkestano-eborinum, cu semințe galbene, globuloase (ca de mazăre) cu cioc.

## Istoric
Progenitorul sălbatic al năutului este Cicer reticulatum. Această specie crește în prezent doar în sud-estul Turciei, unde se crede că planta a fost domesticită. 
Cele mai timpurii dovezi arheobotanice bine conservate ale năutului au fost găsite în situl Tell el-Kerkh, în Siria modernă, datând din perioada neolitică timpurie pre-ceramică, circa 8400 î.Hr. 
A fost introdus drept cultură în Europa în Evul Mediu, iar în estul Europei, începe să fie cunoscut abia din secolul al XVII-lea. Năutul este menționat în textul Capitulare de villis, compus în timpul lui Carol cel Mare (aproximativ 800 d.Hr.), ca cicer italicum și crescut în fiecare feudă imperială. Albertus Magnus menționează soiurile roșii, albe și negre. Botanistul din secolul al XVII-lea, Nicholas Culpeper, a remarcat că „năutul sau cicerul produc mai puțină flatulență” decât mazărea și eate mai hrănitor. Culpeper menționează că oamenii antici asociau năutul cu Venus, deoarece se spunea năutul, în special „cicerele albe”, oferă utilizări medicale cum ar fi creșterea producției de spermă și lapte, inducerea menstruației și a urinarii și ajută la tratarea pietrelor la rinichi. 
În 1793, năutul măcinat și prăjit a fost menționat de un scriitor german ca înlocuitor al cafelei în Europa, utilizare practicată și astăzi. În Primul Război Mondial, năutul a fost cultivat pentru acest scop în unele zone ale Germaniei. 
Acum această plantă este cultivată în unele republici din Federația Rusă, în Asia Centrală, Africa, India, precum și în unele țări din Europa cum ar fi Spania, Italia și Bulgaria. În perioada când Dobrogea făcea parte componentă a Imperiului Otoman și unde trăia o însemnată comunitate turcă, existau culturi de năut și pe teritoriul acestei provincii românești, unde verile calde și secetoase erau prielnice acestei plante.

## Importanță
Năutul este bogat în proteine, săruri minerale (fosfor, potasiu, magneziu, calciu, fier) și în complexul de vitamine B. Având o concentrație ridicată de proteine (24%), la care se adaugă și un procent consistent de hidrați de carbon și grăsimi, năutul are o valoare alimentară deosebită, înlocuind în buna parte proteinele din carne.

## Utilizare

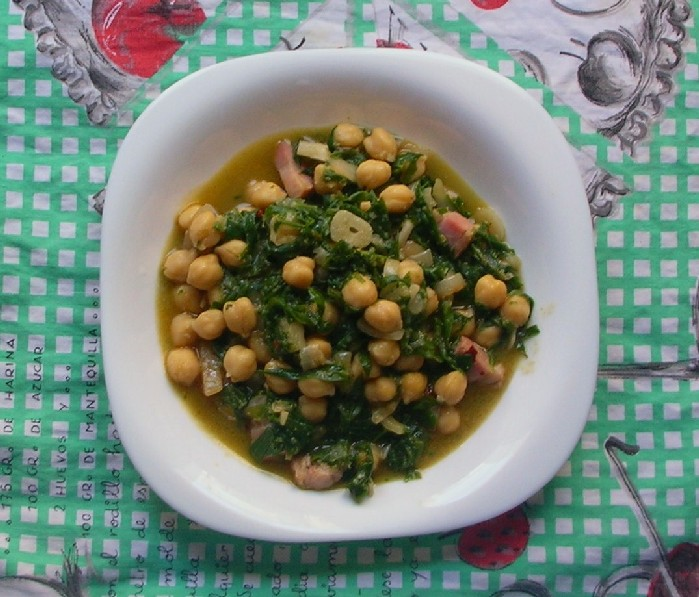
Mâncare de năut, specific spaniol

De la năut se consumă atât păstăile tinere, verzi, preparate ca supe sau mâncăruri, cât și boabele prăjite și măcinate care se pot consuma în amestec cu cafea sau chiar ca înlocuitor de cafea. Năutul este asemănător cu soia și se poate folosi în prepararea chiftelelor, sarmalelor sau pilafurilor, fiind un foarte bun înlocuitor pentru carne, fiind și mai gustos decât soia. Boabele de năut fierte, pisate și apoi amestecate cu pasta din semințele de susan (denumită și tahini) la care se adaugă condimente, poartă denumirea de humus, un fel de mâncare popular în Orientul apropiat si Balcani. Chiftelele prăjite din năut se numesc falafel, populare mai ales in Liban și Israel. Humusul este un eperitiv foarte popular originar din Orientul Mijlociu
Năutul poate constitui  un înlocuitor pentru cafea. Năutul amestecat cu cafea este asociat uneori cu restricțiile alimentare de pe timpul lui Ceaușescu, când cafeaua naturală nu era adesea disponibilă. Cu toate acestea, din năut și cicoare se poate realiza o „cafea” care nu e contraindicata pentru copii, neavând cafeina.

## Cultura năutului

### Cerințe față de climă și sol
Temperatura minimă la care germinează semințele de năut este de 3 - 4 °C. Semănat la 6 - 8 °C, năutul va răsări în maxim 10 zile. După răsărire, poate suporta înghețul de scurtă durată (până la -6 °C). Năutul se caracterizează printr-o foarte mare rezistență la secetă și la uscăciune, fiind mai rezistent decât mazărea, fasolea și soia, dar temperatura medie pe timpul perioadei de vegetație nu trebuie să depășească 20 - 21 °C. Creșterea este oprită pe timp de secetă, dar se va relua după prima ploaie. O umiditate prea mare a solului, în faza de creștere, are o influență negativă asupra producției de boabe, favorizând apariția bolilor criptogamice (în special antracnoza). Năutul se comportă, față de lumină, ca plantă de zi lungă, creșterea sa fiind redusă în condiții de zi scurtă. Solurile potrivite pentru năut sunt cele cu textură mijlocie, luto-nisipoase sau nisipo-lutoase, bogate în special în calciu, fiind contraindicată utilizarea solurilor cu aciditate mare și a sărăturilor. Nu sunt recomandate solurile cu textură argiloasă sau cele cu exces de umezeală. Cernoziomurile îndeplinesc toate cerințele de creștere și dezvoltare.

### Zone ecologice
Pentru năut, condițiile cele mai favorabile de creștere și dezvoltare sunt cele din zona de sud a țării.
În Dobrogea există o zonă favorabilă în perimetrul localităților Negru-Vodă, Adamclisi și Medgidia, una potrivit de favorabilă la Hârșova, restul teritoriului dobrogean făcând parte din zona mai puțin favorabilă.
În Câmpia Română, există condiții favorabile pentru năut în zona cernoziomului și puțin favorabile în zona terenurilor sărăturoase, nisipoase, sau a celor joase și umede.
În Moldova, năutul găsește condiții bune de creștere și dezvoltare în partea de sud a Podișului Bârladului și câmpia de sud a Moldovei.
În Banat, zona favorabilă este în câmpia Timișoarei și Aradului.

### Soiuri de năut
- Cicero,
- Gulnar.

În cultură există și populații locale: de Lovrin, năutul galben, năutul galben-cafeniu, năutul brun-roșcat, năutul galben de Moldova, etc.